# Adenissus isinus
Adenissus isinus is een halfvleugelig insect uit de familie Delphacidae. De wetenschappelijke naam van deze soort werd voor het eerst geldig gepubliceerd in 1980 door Dlabola.